# TV-3
TV-3 (ros. ТВ-3) – rosyjski kanał telewizyjny, należący do Gazprom-Media. Specjalizuje się w programach o tematyce science fiction, mistycznej i przygodowej. Został uruchomiony w 1998 roku.